# Лукич, Сретен
Сретен Лукич (серб. Сретен Лукић / Sreten Lukić; род. 28 марта 1955, Вишеград) — югославский и сербский военачальник, генерал-полковник полиции, во время Косовской войны — начальник штаба МВД Сербии в Косове и Метохии. Занимал пост заместителя главы МВД Югославии с 2001 по 2004 годы. Арестован в 2003 году МТБЮ по обвинению в совершении преступлений против гражданских лиц во время Косовской войны.

## Биография
Сретен Лукич окончил среднюю школу МВД в 1974 году. Начинал карьеру в органах внутренних дел СФРЮ в Ужице, где занимал посты инспектора, начальника отдела и помощника начальника милиции. В 1987—1991 годах был начальником Управления милиции, общественного порядка и безопасности дорожного движения при Республиканском секретариате МВД Социалистической Республики Сербии. В начале 1992 года назначен заместителем начальника милиции в Белграде. 1 июня 1998 года назначен начальником штаба сербского МВД в Косове и Метохии, где ему было присвоено звание генерал-майора, в мае 1999 года повышен до звания генерал-лейтенанта. С июня 1999 года — помощник начальника Департамента общественной безопасности и начальник пограничной полиции МВД Сербии.
После смены власти в Сербии, произошедшей в октябре 2000 года, Лукич 31 января 2001 года был назначен помощником главы МВД Сербии, а затем стал начальником Департамента общественной безопасности. В марте 2004 года уволен по распоряжению премьер-министра Воислава Коштуницы. Состоял в партии «Либералы Сербии».
В октябре 2003 года Международный трибунал по бывшей Югославии вынес обвинительное заключение против Лукича и ещё трёх генералов армии и МВД — бывшего начальника штаба Небойши Павковича, бывшего генерала армии Владимира Лазаревича и генерала полиции Властимира Джорджевича. Всем троим предъявили обвинения в организации в 1999 году террора против гражданских лиц албанского происхождения, проживавших в Косове и Метохии. 4 апреля 2005 года Лукич был отправлен в Гаагу для слушания, виновным себя он не признавал. Перед судом Лукич предстал вместе с Небойшей Павковичем, Владимиром Лазаревичем, Миланом Милутиновичем, Николой Шаиновичем и Драголюбом Ойданичем: всем им инкриминировались преступления против гражданских лиц на территории Косова и Метохии, совершённые с 1 января по 20 июня 1999 года.
26 февраля 2009 года МТБЮ признал Лукича виновным по таким пунктам обвинения, как организация принудительного выселения гражданских лиц, совершение серии убийств, преследование гражданских лиц по политическим, национальным и религиозным мотивам и нарушение международных законов о ведении боевых действий. В частности, МТБЮ заявил, что Лукич нёс ответственность за преступления против гражданского населения в городах Печ, Дечани, Джяковица, Призрен, Ораховац, Сува-Река, Србица, Косовска-Митровица, Вучитрн, Приштина, Гнилане, Урошевац и Качаник. Суд приговорил Лукича к 22 годам лишения свободы. Апелляция 23 января 2014 года сократила срок до 20 лет.
На основании Договора между Правительством Республики Польша и Организацией Объединенных Наций об исполнении приговоров Международного трибунала по бывшей Югославии от 18 сентября 2008 года. отбывал наказание в следственном изоляторе в Пётркуве-Трыбунальском. В том же пенитенциарном учреждении находится осужденный МТБЮ генерал Армии боснийских сербов Радислав Крстич.
Досрочно освобождён в октябре 2021 года.